# Port Orford
Port Orford – miasto w Stanach Zjednoczonych, w stanie Oregon, w hrabstwie Curry.